# Estreito de Fisher

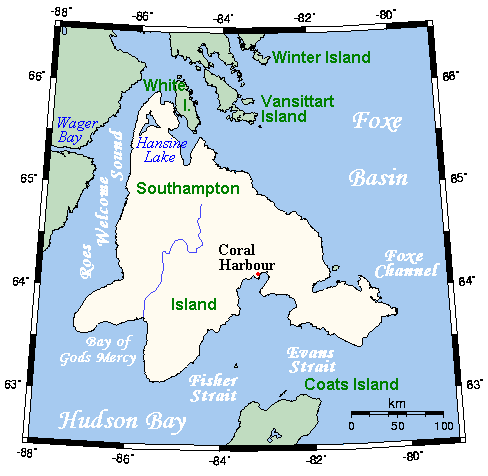
Localização do estreito a sul da ilha Southampton

O estreito de Fisher  (em inglês:  Fisher Strait) é um estreito localizado na parte central do Arquipélago Ártico Canadiano, no extremo setentrional da baía de Hudson.
Administrativamente, pertence ao Território Autónomo de Nunavut.
O estreito de Fisher está localizado entre la ilha Southampton, a noroeste, e a ilha Coats, a sudeste, comunicando as águas da baía de Hudson, a sudoeste, com as do estreito de Evans, a leste (que seguem a leste comunicando com o canal de Foxe e o estreito de Hudson). 
O estreito tem 90 km de comprimento e largura de cerca de 100 km, com separação mínima de 70 km.